# Tecnezio-99m

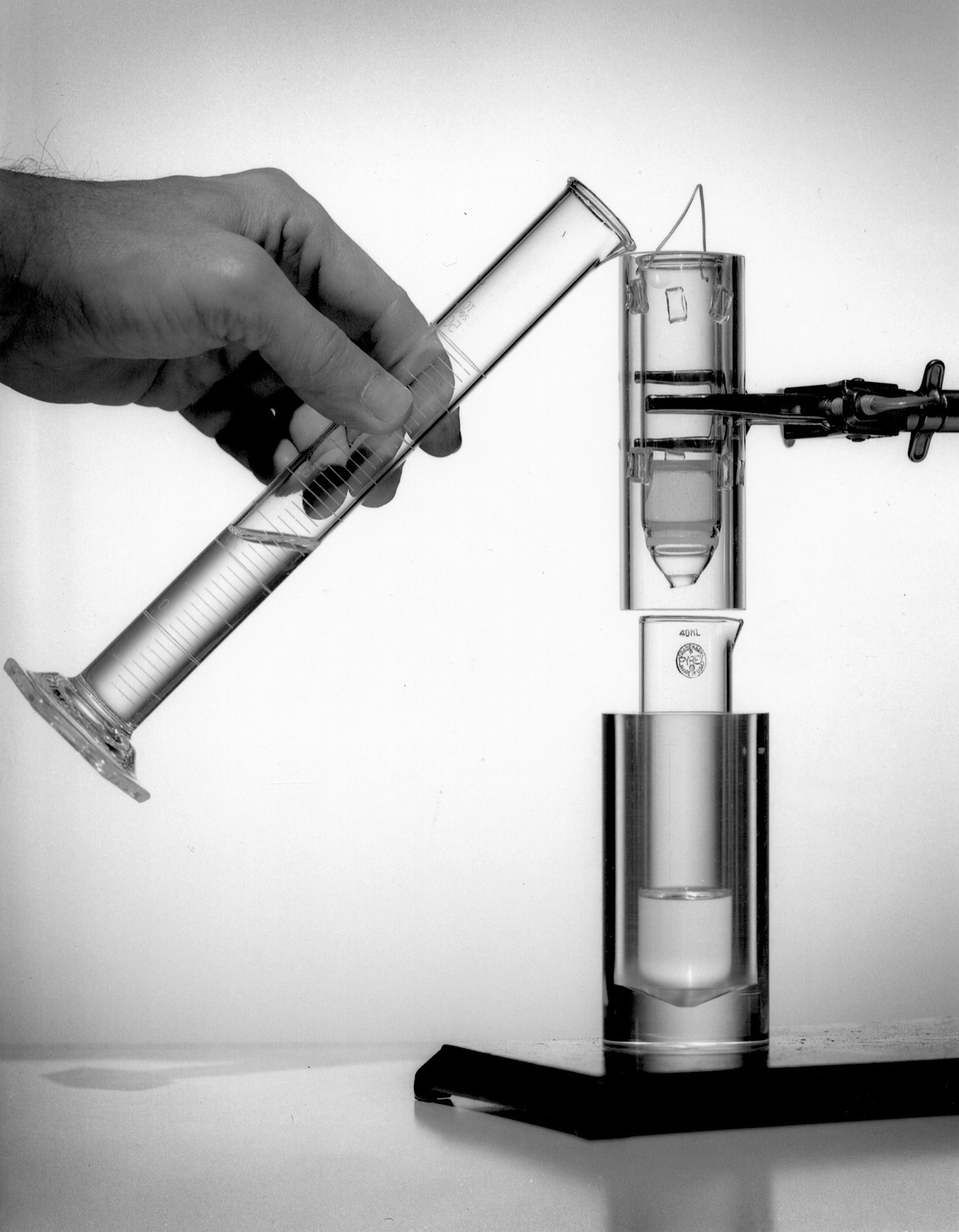
Il primo generatore di tecnezio-99m (anno 1958). Una soluzione ^{99m}Tc pertecnetato è eluita dal molibdato Mo-99 legato a un substrato cromatografico

Il tecnezio-99m (tecnezio-99 metastabile, simbolo 99mTc) è un isomero nucleare metastabile del tecnezio-99 (a sua volta un isotopo del tecnezio), che viene utilizzato ogni anno in decine di milioni di procedure di imaging biomedico, nel particolare di medicina nucleare, rendendolo il radioisotopo più comunemente usato per questo scopo.
Il tecnezio-99m è utilizzato come tracciante radioattivo e può essere rilevato nel corpo da particolari apparecchiature chiamate gamma camera. Questo elemento si adatta bene al ruolo poiché è in grado di emettere raggi gamma facilmente rilevabili con un'energia dei fotoni pari a 140 keV (questi fotoni di 8,8 pm hanno all'incirca la stessa lunghezza d'onda emessa dalle apparecchiature diagnostiche convenzionali a raggi X) e la sua emivita per l'emissione gamma è di 6.0058 ore (cioè il 93,7% di esso decade a Tc-99 in 24 ore). L'emivita fisica relativamente "breve" dell'isotopo e la sua emivita biologica di 1 giorno (in termini di attività umana e del metabolismo) consente l'esecuzione di procedure di scansione in brevi tempi mantenendo comunque bassa l'esposizione totale alle radiazioni dei pazienti. Le stesse caratteristiche rendono l'isotopo adatto solo per uso diagnostico ma mai terapeutico.
Il tecnezio-99m è stato scoperto come prodotto del bombardamento ciclotronico del molibdeno. Questa procedura ha prodotto il molibdeno-99, un radionuclide con un'emivita più lunga (2,75 giorni), che decade a Tc-99m. Allo stato attuale, il molibdeno-99 (Mo-99) viene commercialmente utilizzato come una fonte facilmente trasportabile di Tc-99m per l'utilizzo in ambito ospedaliero; quest'ultimo elemento può essere infatti ottenuto facilmente grazie ad un generatore di tecnezio-99m.

## Storia
Nel 1938, Emilio Segrè e Glenn T. Seaborg isolarono per la prima volta l'isotopo metastabile tecnezio-99m, dopo aver bombardato il molibdeno naturale con deuteroni da 8 MeV nel ciclotrone da 37 pollici (940 mm) del laboratorio di radiazioni di Ernest Orlando Lawrence.[2] Nel 1970 Seaborg spiegò che:
"Abbiamo scoperto un isotopo di grande interesse scientifico, perché decadeva per mezzo di una transizione isomerica con emissione di uno spettro lineare di elettroni provenienti da una transizione di raggi gamma quasi completamente convertita internamente. [In realtà, solo il 12% dei decadimenti è per conversione interna] (...) Questa era una forma di decadimento radioattivo che non era mai stata osservata prima di allora. Segrè ed io siamo stati in grado di dimostrare che questo isotopo radioattivo dell'elemento con numero atomico 43 decade con un'emivita di 6,6 h [poi aggiornato a 6,0 h] e che deriva dal molibdeno con emivita 67-h [poi aggiornato a 66 h] . Successivamente è stato dimostrato che questa catena di decadimento ha il numero di massa 99 e (...) l'attività di 6,6 ore ha acquisito la designazione "tecnezio-99m"."
Più tardi, nel 1940, Emilio Segrè e Chien-Shiung Wu pubblicarono i risultati sperimentali di un'analisi dei prodotti di fissione dell'uranio-235, incluso il molibdeno-99, e rilevarono la presenza di un isomero dell'elemento 43 con un'emivita di 6 ore, successivamente etichettato come tecnezio-99m.

## Usi medici
Nel 1970 Eckelman e Richards presentarono il primo "kit" contenente tutti gli ingredienti necessari per rilasciare il 99mTc, ottenuto dal generatore, nella forma chimica da somministrare al paziente.
Il tecnezio-99m viene utilizzato in 20 milioni di procedure mediche nucleari diagnostiche ogni anno. Circa l'85% delle procedure di diagnostica per immagini in medicina nucleare utilizza questo isotopo come tracciante radioattivo. Il libro di Klaus Schwochau Technetium elenca 31 radiofarmaci basati su 99mTc per l'imaging e gli studi funzionali di cervello, miocardio, tiroide, polmoni, fegato, cistifellea, reni, scheletro, sangue e tumori. È disponibile anche una revisione più recente.
A seconda della procedura, il 99mTc è legato a un farmaco che lo trasporta nel target richiesta. Ad esempio, quando 99mTc è legato chimicamente all'esametazima (HMPAO), il farmaco è in grado di attraversare la barriera emato-encefalica e fluire attraverso i vasi cerebrali per l'imaging del flusso sanguigno cerebrale. Questa combinazione viene utilizzata anche per etichettare i globuli bianchi (globuli bianchi marcati con 99mTc) per visualizzare i siti di infezione. 99mTc sestamibi viene utilizzato per l'imaging della perfusione miocardica, che mostra quanto bene il sangue scorre attraverso il cuore. L'imaging per misurare la funzione renale viene eseguito legando 99mTc alla mercaptoacetil triglicina (MAG3); questa procedura è nota come scansione MAG3.
Il tecnezio-99m (Tc-99m) può essere facilmente rilevato nel corpo dalle apparecchiature mediche perché emette raggi gamma di 140,5 keV (questi sono circa la stessa lunghezza d'onda emessa dalle apparecchiature diagnostiche a raggi X convenzionali) e la sua emivita per la gamma l'emissione è di sei ore (il che significa che il 94% decade a 99Tc in 24 ore). Inoltre, non emette radiazioni di particelle, mantenendo così basso il dosaggio di radiazioni. Il suo prodotto di decadimento, Tc-99, è stabile ed emette poche radiazioni. La breve emivita fisica di Tc-99m e la sua emivita biologica di 1 giorno con le sue altre proprietà favorevoli consente alle procedure di scansione di raccogliere dati rapidamente e mantenere bassa l'esposizione totale alle radiazioni del paziente. Chimicamente, il tecnezio si concentra selettivamente nella tiroide, nelle ghiandole salivari e nello stomaco ed è escluso dal liquido cerebrospinale. La combinazione con il perclorato ne abolisce la selettività.